# Битка код Малплака
Битка код Малплака била је једна од главних битака Рата за шпанско наслеђе, а одиграла се 11. септембра 1709. Битка је била између Француске и савезничке војске од Хабзбуршке монархије, Енглеске и Уједињених провинција. Била је то најкрвавија битка 18. века, која је представљала пирову победу за савезнике.

## Увод
Због оштре зиме сукоби су 1709. започели много касније него што је било уобичајено. Савезнички поход започео је средином јуна. Војвода од Молбороа није могао да увуче француску војску у битку. Маршал Вилар је имао добру обрамбену линију, а добио је и наређења из Версаја да не ризикује улазећи у битку. Џон Черчил, војвода од Молбороа је зато променио циљ и намеравао је да заузме тврђаве Турне и Ипр. Након 70 дана опсаде заузео је Турне, а тада је већ био почетак септембра. Војвода од Молбороа није желео да ризикује да му се војска разболи у влажном подручју око Ипра. Због тога је кренуо на истокпрема мањој тврђави у Монсу. Надао се да ће заузимајући Монс довести у опасност француске обрамбене линије на западу. Маршал Вилар је од краља Луја XIV добио нова наређења да под сваку цену спречи пад Монса. Фактички Вилар је добио наређење да уђе у битку. После неколико сложених маневара две војске су се нашле једна наспрам друге југозападно од Монса преко Малплакеа.

## Битка
Већину савезничке војске чинили су Холанђани и Аустријанци. Војском су командовали војвода од Молбороа и принц Еуген Савојски. Француском војском су командовали маршал Вилар и маршал Буфлер. Буфлер је службено био изнад Вилара, али добровољно је прихватио да Вилар командује том битком. Свака страна је имала око 90.000 војника. Камповали су близу белгијске границе једни крај других на домету топова. Аустријанци су напали у 9 ујутро и потиснули су Французе у шуму иза њих. Холанђани су кренули са нападом на француско десно крило и успели су да уз велике жртве омету Буфлеру да он није могао да доће у помоћ Вилару.
Вилар је успео да регрупише своје снаге, али Молборо и Еуген Савојски су поново напали. У том нападу имали су помоћ генерала Витерса, који је напредовао на француској левој страни и присилио Вилара да одвоји део снага. Маршакл Вилар је око 13:00 био тешко рањен у кољено, па је команду је предао Буфлеру. Коначни напад извео је Џорџ Хамилтон, гроф од Оркнија. Маршал Буфлер је до 3:00 схватио да не може добити битку, па је нарефио повлачење. Француска војска се повукла у уреденом бојевом поретку. Савезници су имали тако велике губитке да уопште нису могли да их даље гањају. Савезници су изгубили преко 20.000 војника, два пута више од Француза.

## Последице
Битка је представљала савезничку пирову победу, па је Вилар рекао краљу: 
Кад би се Бог смиловао да да непријатељима вашег величанства још једну такву победу, они би пропали
Буфлер је мислио једнако тако. Покушај Француза да спасу Монс је пропао. Савезници су га заузели 20. октобра 1709. Ипак вести о тој најкрвавијој бици 18. века запрепастиле су Европу. Војвода Молборо није за ту победу добио писмо захвалности од краљице Ане. Та крвава битка је покренула торијевце у Енглеској да започну агитирати за излазак из савеза и рата, чим они ступе на власт. Битка код Малпака и француска победа у бици код Денена спречили су француски пораз и омогућили јој да добије задовољавајући мировни споразум.